# Dinaw Mengestu

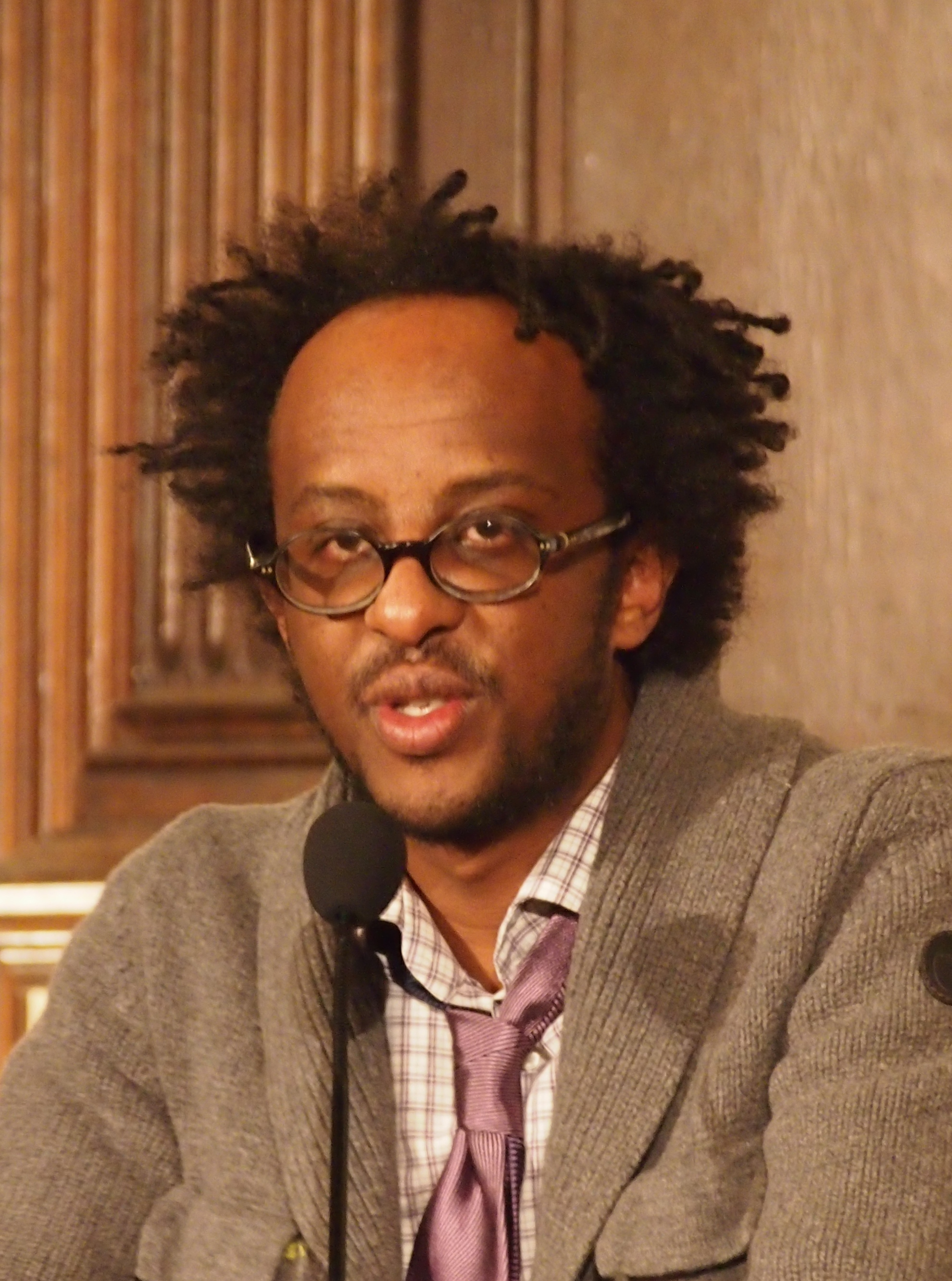
Dinaw Mengestu (2014)

Dinaw Mengestu (geboren 30. Juni 1978 in Addis Abeba) ist ein äthiopisch-US-amerikanischer Schriftsteller.

## Leben
Dinaw Mengestus Eltern flohen 1980 aus politischen Gründen aus Äthiopien in die USA. Mengestu wuchs in Peoria, Illinois auf und besuchte die Fenwick High School in Oak Park. Er studierte Literatur an der Georgetown University (B.A.) und an der Columbia University (MFA) und erhielt 2006 ein Schreibstipendium von der New York Foundation for the Arts. Im Jahr 2012 erhielt er eine MacArthur Fellowship.
Mengestu veröffentlichte im Magazin Rolling Stone einen Bericht über den Darfur-Konflikt und schrieb auch Beiträge in Harper’s und The Wall Street Journal. Er nimmt einen Lehrauftrag für Literatur an der Georgetown University wahr. Er lebt mit seiner Frau Anne-Emmanuelle Mengestu in New York.
Mengestu schrieb 2007 seinen ersten Roman Zum Wiedersehen der Sterne, der gleich mehrfach ausgezeichnet wurde, unter anderen mit dem Guardian First Book Award, dem Los Angeles Times Book Prize, die französische Übersetzung erhielt den Prix du premier roman.

## Werke (Auswahl)
- The Beautiful Things that Heaven Bears. New York : Penguin Riverhead, 2007 ISBN 1-59448-940-8
  - Zum Wiedersehen der Sterne. Roman. Übersetzung Volker Oldenburg. Berlin : Claassen, 2009 ISBN 978-3-546-00439-8
- Children of the Revolution. London : Vintage, 2008, ISBN 978-0-09-950273-9
- How to Read the Air. Penguin, 2010 ISBN 978-1-59448-770-5
  - Die Melodie der Luft. Roman. Übersetzung Volker Oldenburg. Berlin : Ullstein, 2010 ISBN 978-3-550-08823-0
- All Our Names. New York : Knopf, 2014
  - Unsere Namen. Roman. Übersetzung Verena Kilchling. Zürich : Kein und Aber, 2014 ISBN 978-3-0369-5702-9
- Someone Like Us. Alfred A. Knopf, New York 2024, ISBN 978-0-385-35000-6.